# Вишневський Олександр Олександрович (депутат ВР УРСР)
Олександр Олександрович Вишневський (нар. 8 січня 1946, місто Суми, тепер Сумської області) — український радянський діяч, видувальник скловиробів Стрийського склозаводу. Депутат Верховної Ради УРСР 11-го скликання.

## Біографія
Освіта середня.
З 1964 року — столяр меблевого комбінату «Стрий» Львівської області. Служив у Радянській армії.
У 1968—1970 роках — шофер радгоспу «Красный Крым» Кримської області.
З 1970 року — видувальник скловиробів Стрийського склозаводу Львівської області.
Потім — на пенсії у місті Стрию.

## Нагороди
- ордени
- медалі